# Miłość Nie Wyklucza
Stowarzyszenie Miłość Nie Wyklucza (MNW) – organizacja pozarządowa działająca na rzecz wprowadzenia równości małżeńskiej dla par osób tej samej płci oraz budowania społeczności LGBT+ w Polsce.
Jako grupa nieformalna powstała w Warszawie w 2009 roku. Miłość Nie Wyklucza prowadziła działania informacyjne, edukacyjne i lobbingowe na rzecz wprowadzenia w Polsce związków partnerskich dla par osób tej samej i różnej płci. W roku 2013, już jako zarejestrowane stowarzyszenie, MNW stało się pierwszą polską organizacją LGBT+, postulującą pełną równość małżeńską dla par jednopłciowych.
Główne obszary działalności stowarzyszenia to:
- edukowanie i informowanie opinii publicznej na temat równości małżeńskiej, w tym negatywnych konsekwencji braku regulacji sytuacji par jednopłciowych w polskim prawie, i proponowanych rozwiązań,
- budowanie polskiej społeczności osób LGBT+ poprzez informowanie, sieciowanie, wymianę wiedzy i doświadczeń oraz wzajemne wsparcie organizacji i osób ze społeczności,
- monitoring i lobbing polityczny na rzecz realizacji strategicznego celu stowarzyszenia – wprowadzenia w Polsce pełnej równości małżeńskiej dla par jednopłciowych.

## Kampania społeczna „Miłość nie wyklucza”
Założycielskim działaniem organizacji była ogólnopolska kampania społeczna „Miłość nie wyklucza” prowadzona w latach 2010–2011. Plakaty i billboardy kampanii, prezentujące pary jednopłciowe, pojawiły się w kilkunastu miastach w całym kraju, a temat związków partnerskich zaistniał w mediach lokalnych i ogólnopolskich. Oprócz zdjęć dorosłych osób homoseksualnych w materiałach promocyjnych kampanii wykorzystano też ich zdjęcia z czasów gdy byli dziećmi co wzbudziło kontrowersje. Pod zdjęciami dzieci widniał napis: „Gdy dorosną nie będą miały równych praw.”. 

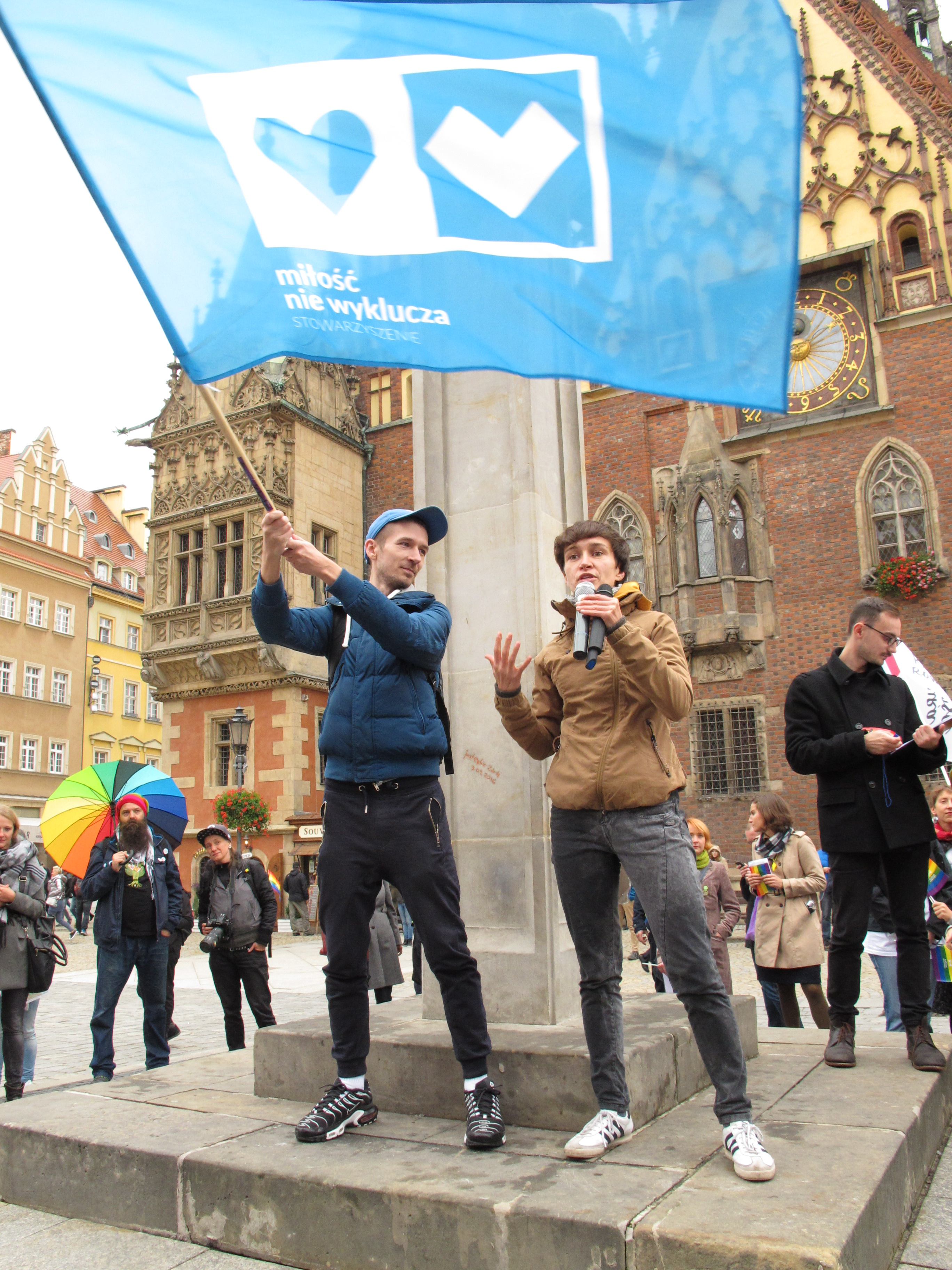
Stowarzyszenie Miłość Nie Wyklucza na Marszu Równości we Wrocławiu 2016

## Ustawy o związkach partnerskich
W latach 2011–2012 reprezentacja Miłość Nie Wyklucza uczestniczyła w pracach nad dwoma projektami ustaw o związkach partnerskich złożonych w Sejmie przez Sojusz Lewicy Demokratycznej i Ruch Palikota. W opracowanych projektach uwzględniono wyniki internetowych badań potrzeb polskiej społeczności LGBT+ przeprowadzonych przez MNW, według których zainteresowane osoby oczekiwały wprowadzenia jak najszerszych zapisów o ochronie i opiece prawnej dla par.
Działaniom lobbingowym towarzyszyła akcja społecznościowa – „W związku z miłością” – której celem było angażowanie zwolenników idei związków partnerskich. Na fanpage’u akcji zbierane były zdjęcia nadsyłane przez osoby heteroseksualne i LGBT+, zarówno pary i rodziny z dziećmi, jak i pojedyncze osoby, które demonstrowały w ten sposób swoje poparcie dla idei wprowadzenia instytucji związków partnerskich w Polsce. W kilku miastach odbyły się również imprezy, na których pokazywano zdjęcia z kampanii, przedstawiające pary tej samej i różnej płci, czekające na możliwość zawarcia takiego związku.
Przez cały okres „leżakowania” projektów ustaw w Sejmie, grupa Miłość Nie Wyklucza organizowała demonstracje („pikniki”) przed budynkiem parlamentu, które miały przypominać posłom i posłankom o tej kwestii. Wysyłano także listy do ówczesnej marszałek sejmu Ewy Kopacz i materiały informacyjne do wszystkich parlamentarzystów.

## Projekt „Równość małżeńska dla wszystkich”

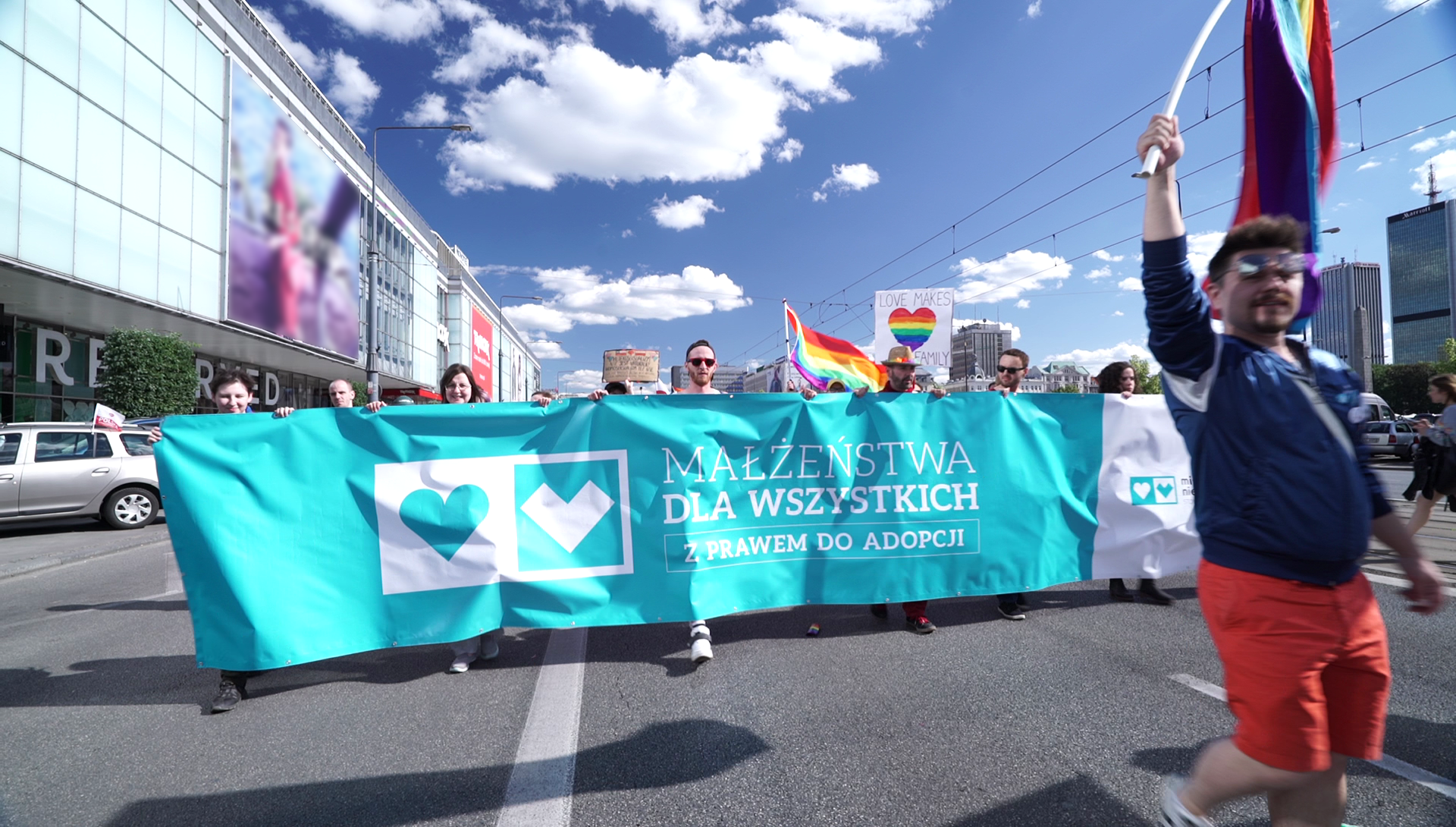
Miłość Nie Wyklucza na Paradzie Równości w Warszawie 2016

W 2014 grupa nieformalna MNW przekształciła się w stowarzyszenie, przyjmując za swój cel pełną równość małżeńską, czyli zrównanie praw związków osób tej samej i różnej płci.
W ramach projektu „Równość małżeńska dla wszystkich” realizowanego w latach 2015–2016, przeprowadzono szereg działań edukacyjnych i lobbingowych. Stowarzyszenie Miłość Nie Wyklucza:
- zainicjowało działalność Koalicji na Rzecz Związków Partnerskich i Równości Małżeńskiej, zrzeszającej organizacje pozarządowe i kancelarie prawne. Celem Koalicji jest przeprowadzenie procesu litygacji strategicznej w wyniku której sprawa pięciu polskich par jednopłciowych, które nie mają możliwości formalizacji swoich związków w Polsce, zostanie rozpatrzona przez Europejski Trybunał Praw Człowieka w Strasburgu[10];
- przeprowadziło pierwsze ogólnopolskie ilościowe badania postaw wobec równości małżeńskiej oraz badania ilościowe i jakościowe społeczności osób LGBT+[11];
- wydało pierwszą w Polsce publikację poświęconą tematyce równości małżeńskiej: „Równość małżeńska. Przewodnik dla początkujących”;
- opracowało „Strategię wprowadzenia równości małżeńskiej w Polsce na lata 2016–2025” - ramowy dokument wyznaczający strategiczne cele Stowarzyszenia i jego sojuszników.

## Kampania „Kochajcie mnie, mamo i tato”
W marcu 2021 r. stowarzyszenie wspólnie z organizacjami Grupa Stonewall, Kultura Równości, Tolerado również działającymi na rzecz praw osób LGBT+ zorganizowało kampanię edukacyjną połączoną z internetową zbiórką pieniędzy na kampanię billboardową będąca częścią kampanii oraz na działania pomocowe dla młodych osób LGBT+. Autorką grafiki wykorzystywanej w kampanii i jej pomysłodawczynią była rysowniczka Karolina „Szarosen” Plewińska. Bilbordy będące częścią kampanii pojawiły się w 266 miejscowościach w Polsce zwracając uwagę lokalnych mediów. W ramach zbiórki pieniędzy zebrano ponad 713 tys. zł. z czego pierwsze 590 tys. w ciągu dwóch pierwszych dni zbiórki.

## Budowanie społeczności LGBT+ w Polsce
Jednym z priorytetowych obszarów działalności Stowarzyszenia jest wzmacnianie społeczności osób nieheteronormatywnych w Polsce. Cel ten jest realizowany między innymi poprzez:
- stałą obecność w mediach społecznościowych takich jak Facebook, Twitter czy Instagram
- promocję uczestnictwa w marszach i demonstracjach. Zarówno tych dotyczących bezpośrednio osób LGBT+, jak i innych, poświęconych np. prawom kobiet i prawom człowieka;
- zacieśnianie współpracy z innymi organizacjami LGBT+ w Polsce ze szczególnym naciskiem na współpracę międzymiastową[32];
- organizację i uczestnictwo osób ze Stowarzyszenia w wydarzeniach kulturalnych i społecznych;
- reagowanie na przypadki homofobii i transfobii w dyskursie publicznym;
- utrzymywanie obecności tematu równości małżeńskiej w mediach[33].

## Publikacje
- Postawy wobec równości małżeńskiej w Polsce, Warszawa: Stowarzyszenie Miłość Nie Wyklucza, 2015, ISBN 978-83-942455-2-8

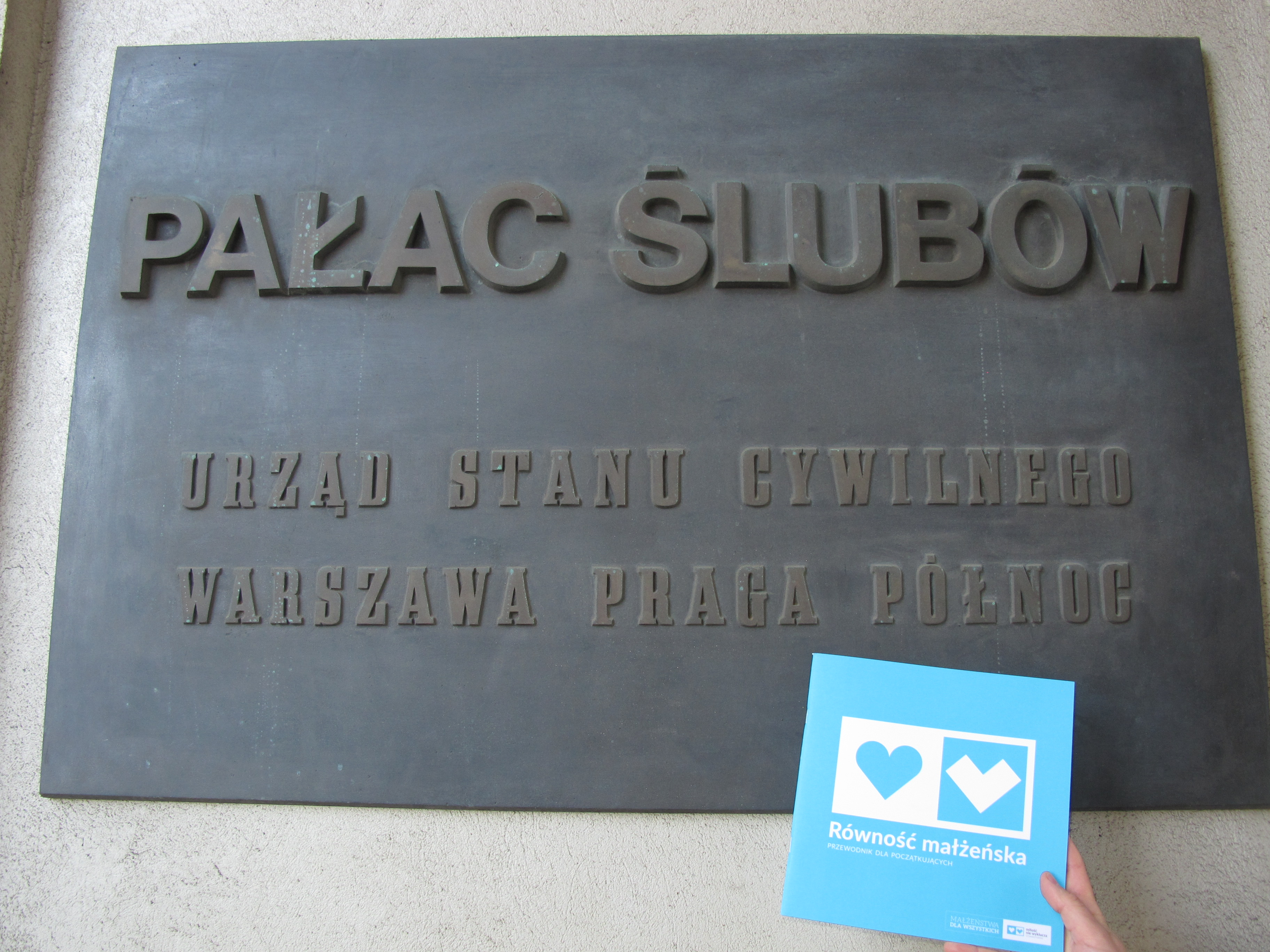
"Równość małżeńska - przewodnik dla początkujących"

- Polska społeczność nieheteronormatywna, Warszawa: Stowarzyszenie Miłość Nie Wyklucza, 2015, ISBN 978-83-942455-2-8

- Społeczność LGBTQIA w Polsce, Warszawa: Stowarzyszenie Miłość Nie Wyklucza, 2015, ISBN 978-83-942455-3-5

- "Równość małżeńska - przewodnik dla początkujących"Równość małżeńska. Przewodnik dla początkujących. Warszawa: Stowarzyszenie Miłość Nie Wyklucza, 2016, ISBN 978-83-942455-1-1

- Strategia wprowadzenia równości małżeńskiej w Polsce na lata 2016–2025, Warszawa: Stowarzyszenie Miłość Nie Wyklucza, 2016
- Zalecenia na temat prawnego uznania związków i rodzicielstwa osób tej samej płci, dla Unii Europejskiej, Bułgarii, Łotwy, Litwy, Polski, Rumunii i Słowacji, Warszawa, Stowarzyszenie Miłość Nie Wyklucza, 2021, ISBN 978-83-958816-4-0
- Bezpieczne przystanie. Po co mówić o osobach LGBT+ w miejscu pracy?, Warszawa, Stowarzyszenie Miłość Nie Wyklucza, 2022, ISBN 978-83-958816-9-5